# Alberta Beach
Alberta Beach est un village (village) du comté de Lac Sainte-Anne, situé dans la province canadienne d'Alberta.

## Démographie
En tant que localité désignée dans le recensement de 2011, Alberta Beach a une population de 865 habitants dans 425 de ses 747 logements, soit une variation de -2.1% avec la population de 2006. Avec une superficie de 1,980 9 km2, village possède une densité de population de 436,670 2 hab/km2 en 2011.
Concernant le recensement de 2006, Alberta Beach abritait 884 habitants dans 413 de ses 731 logements. Avec une superficie de 1,980 9 km2, village possédait une densité de population de 446,3 hab/km2 en 2006.
| 2001 | 2006 | 2011 | 2016  |
| ---- | ---- | ---- | ----- |
| 762  | 884  | 865  | 1 018 |